# Gharghoda
Gharghoda è una suddivisione dell'India, classificata come nagar panchayat, di 8.103 abitanti, situata nel distretto di Raigarh, nello stato federato del Chhattisgarh. In base al numero di abitanti la città rientra nella classe V (da 5.000 a 9.999 persone).

## Geografia fisica
La città è situata a 22° 10' 0 N e 83° 20' 60 E e ha un'altitudine di 257 m s.l.m..

## Società

### Evoluzione demografica
Al censimento del 2001 la popolazione di Gharghoda assommava a 8.103 persone, delle quali 4.092 maschi e 4.011 femmine. I bambini di età inferiore o uguale ai sei anni assommavano a 1.134, dei quali 587 maschi e 547 femmine. Infine, coloro che erano in grado di saper almeno leggere e scrivere erano 5.258, dei quali 3.104 maschi e 2.154 femmine.